# Thalmassing
Thalmassing là một đô thị trong huyện Regensburg bang Bayern thuộc nước Đức.